# Pradocania costata
Pradocania costata là một loài ruồi trong họ Tachinidae.